# Ragazze da marito
Pour plus de détails, voir Fiche technique et Distribution.
Ragazze da marito est un film italien par Eduardo De Filippo, sorti en 1952.

## Synopsis
Oreste, un employé ministériel, perd à cause d'une spéculation hasardeuse une forte somme d'argent pour laquelle ses trois filles avaient cotisé pour la maison de campagne de la famille. Mal conseillé par son ami Giacomino, un escroc magouilleur qui vend des ustensiles de cuisine sur un stand en voyageant avec le jeune Salvatore, il se met à accorder des licences d'exportation en échange de pots-de-vin. Avec ces sous, il envoie sa femme et ses trois filles à Capri.
Les vacances, prévues pour trouver un bon mari à chacune d'entre elles, ne seront pas tranquilles. Gina, la plus grande, est mise enceinte par Claudio, qui avait déjà séduit une dame vénitienne attrayante qui est la femme d'un batelier toujours éloigné par le travail. Gabriella donne son cœur à un jeune de condition modeste et accepte de l'épouser pour mettre de la distance avec sa famille. Anna Maria, la plus petite, arrive quant à elle à concrétiser un mariage avec un riche industriel milanais, mais le jour de leurs noces, Oreste est contraint à la démission par ses supérieurs qui ont découvert son trafic d'influence mais ne portent pas plainte en tenant compte des vingt-cinq années de bons services qui avaient précédé.

## Fiche technique
- Titre : Ragazze da marito
- Réalisation : Eduardo De Filippo
- Scénario : Eduardo De Filippo, Agenore Incrocci, Furio Scarpelli
- Photographie : Leonida Barboni et Antonio Belviso
- Montage :
- Musique : Nino Rota
- Son :
- Producteur : Domenico Forges-Davanzati (it)
- Société de production : Forges Davanzati
- Pays de production :  Italie
- Langage : Italien
- Format : Noir et blanc — 35 mm — 1,37:1 — Son : Mono
- Genre : Comédie
- Durée : 92 minutes
- Dates de sortie : 
  - Italie : 1952
  - Italie : 26 janvier 1955

## Distribution
- Eduardo De Filippo : le cavaliere Oreste Mazzillo
- Titina De Filippo : Agnese, son épouse
- Lianella Carell : Gina, fille ainée d'Oreste
- Delia Scala : Gabriella, 2e fille d'Oreste
- Anna Maria Ferrero : Anna Maria, 3e fille d'Oreste
- Peppino De Filippo : Giacomino Scognamiglio
- Carlo Campanini : Cipriani, le collègue d'Oreste
- Carlo Croccolo : Salvatore
- Rosario Borelli (it) : Carlo
- Laura Gore : Rosa, la vénitienne à Capri
- Monica Clay (de) : Kiki
- Franco Fabrizi : Claudio Fortis
- Pamela Matthews : Mirca, la femme apatride
- Lyla Rocco : Doris, sa secrétaire
- Olinto Cristina (it) : le commendatore Spadoni
- Ivo Garrani : Tommaso Spadoni, son fils
- Luca Cortese : le vieil homme qui donne la rame
- Giovanna Mazzotti : la fille au bar avec un bikini noir
- Dino Curcio (it) : le policier
- Marco Vicario :
- Rita Mara :
- Alma De Rio :

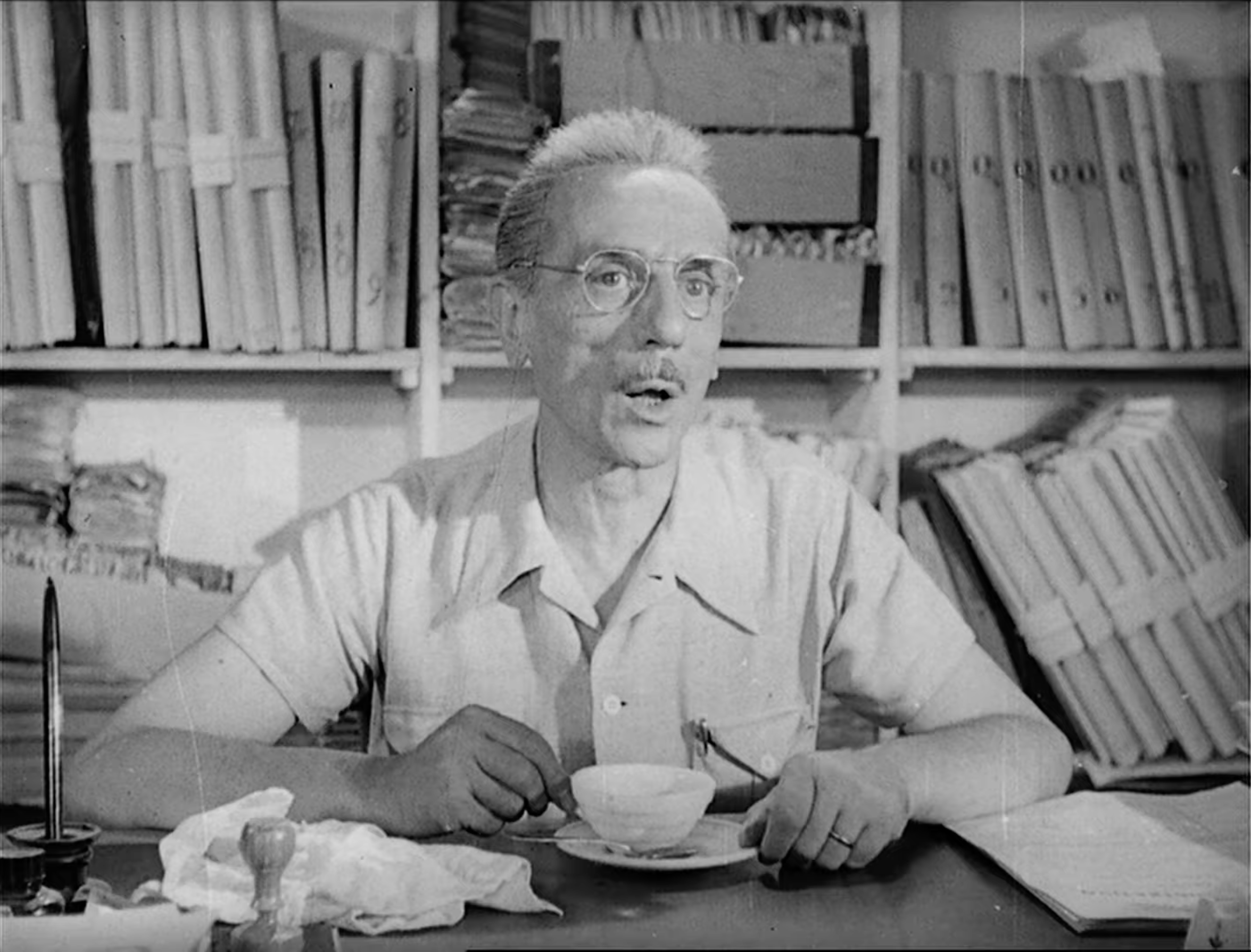
Eduardo De Filippo
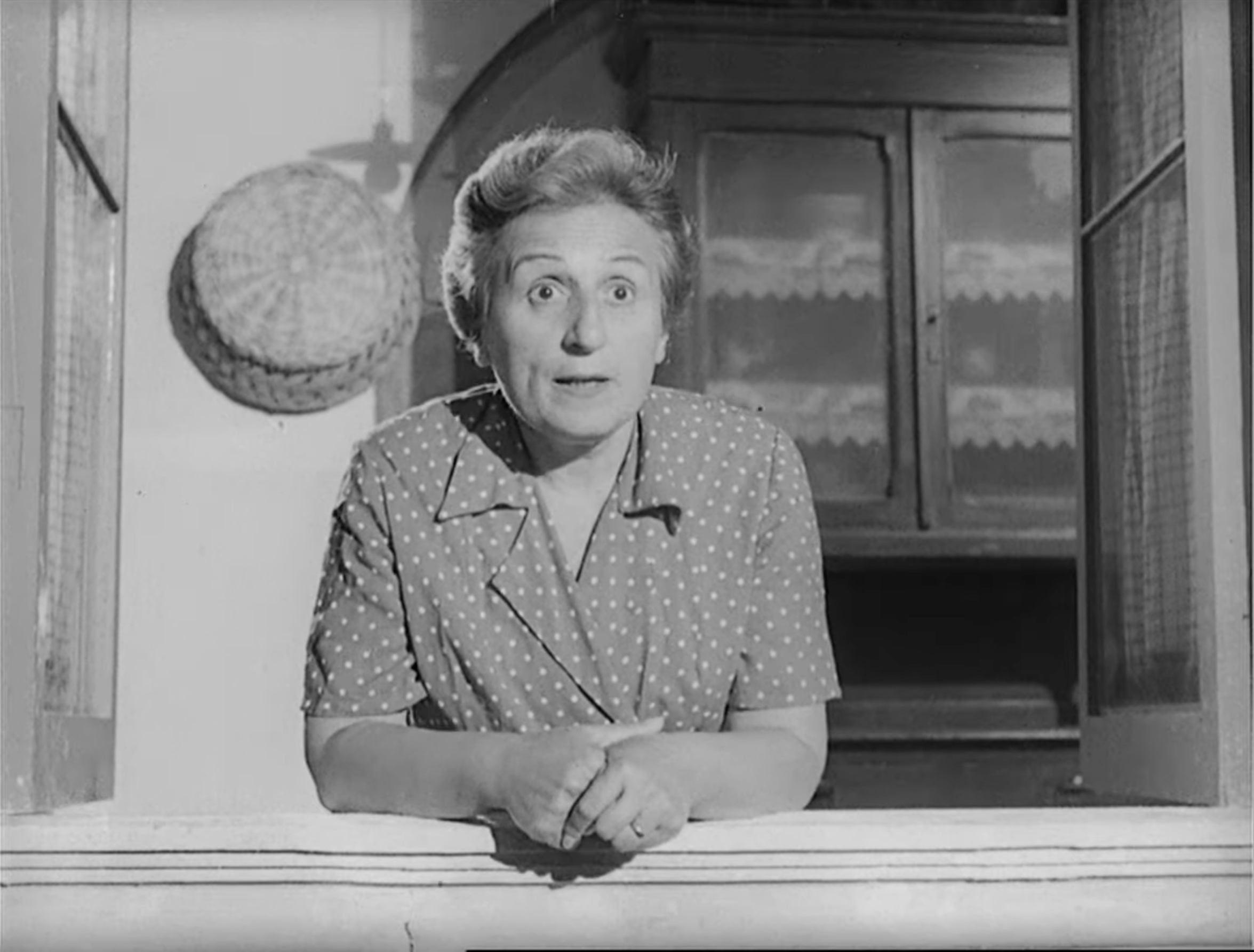
Titina De Filippo
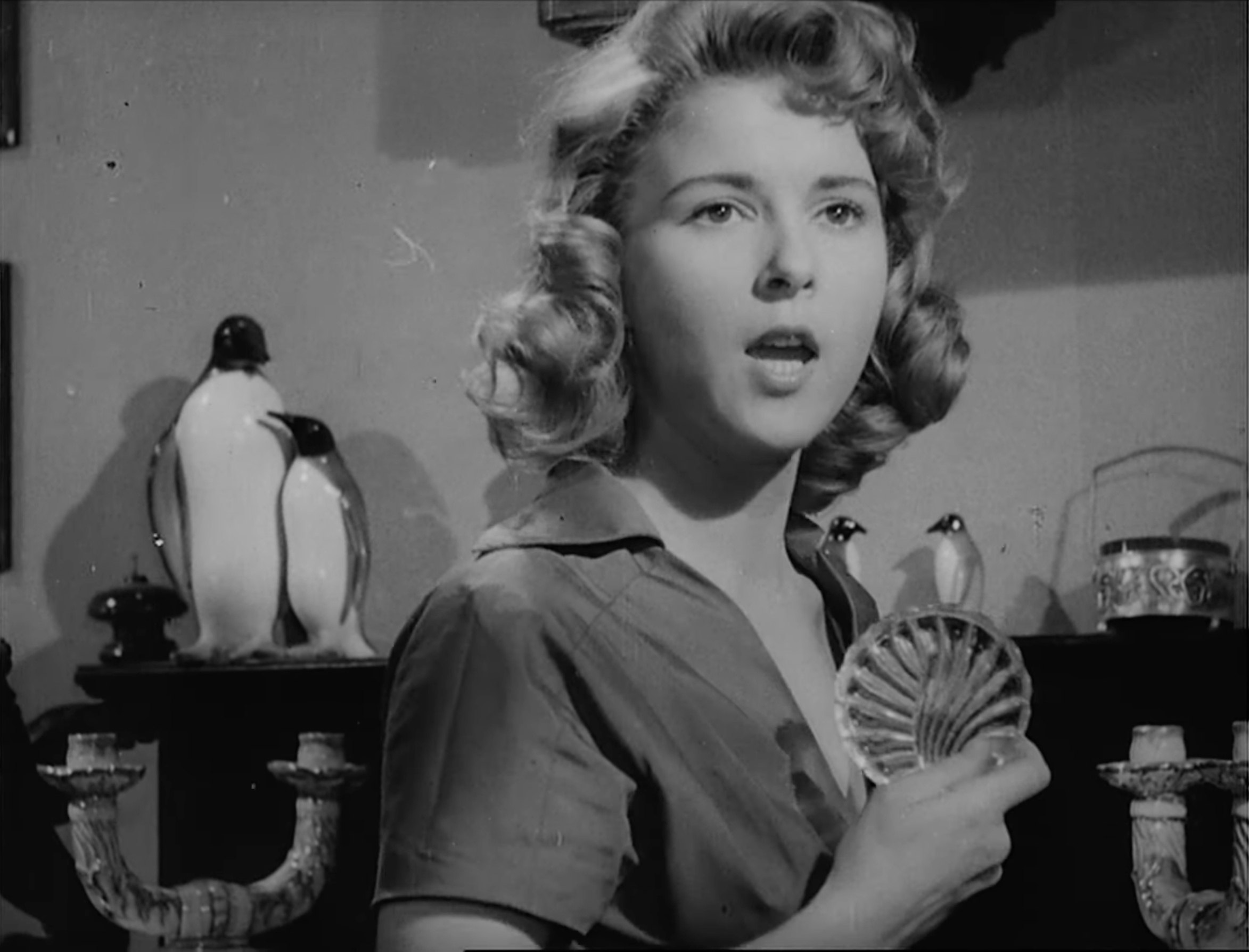
Delia Scala
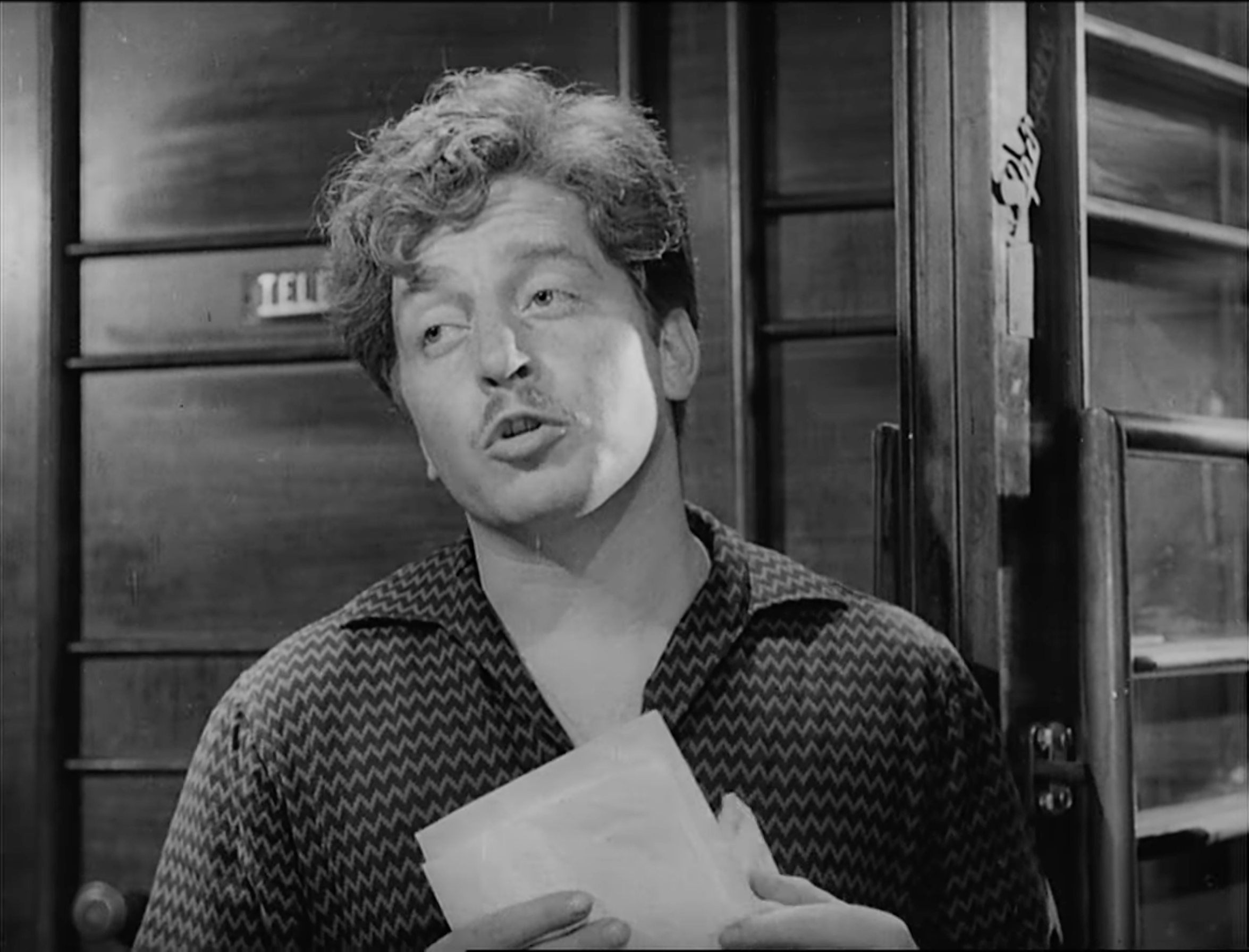
Carlo Croccolo
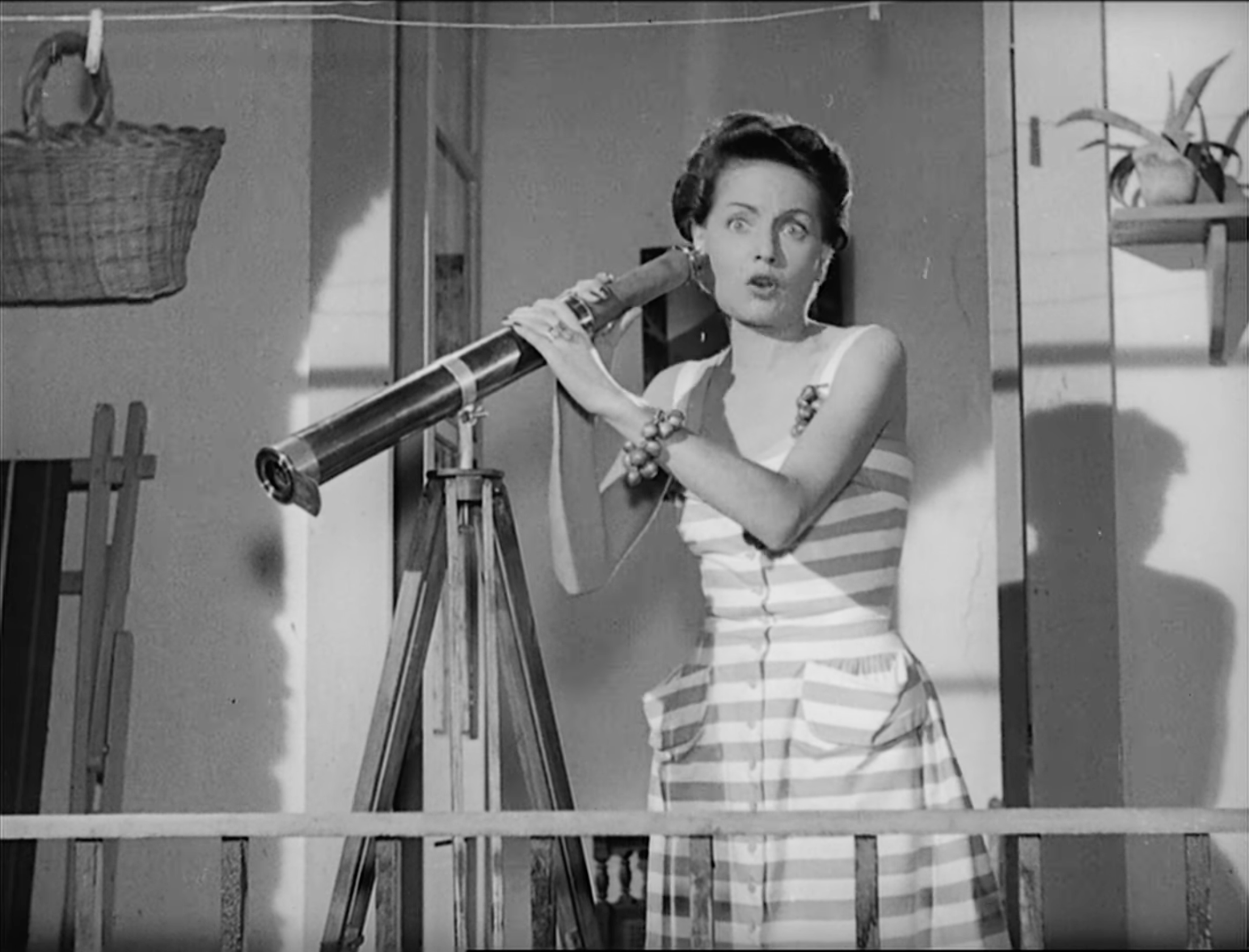
Laura Gore
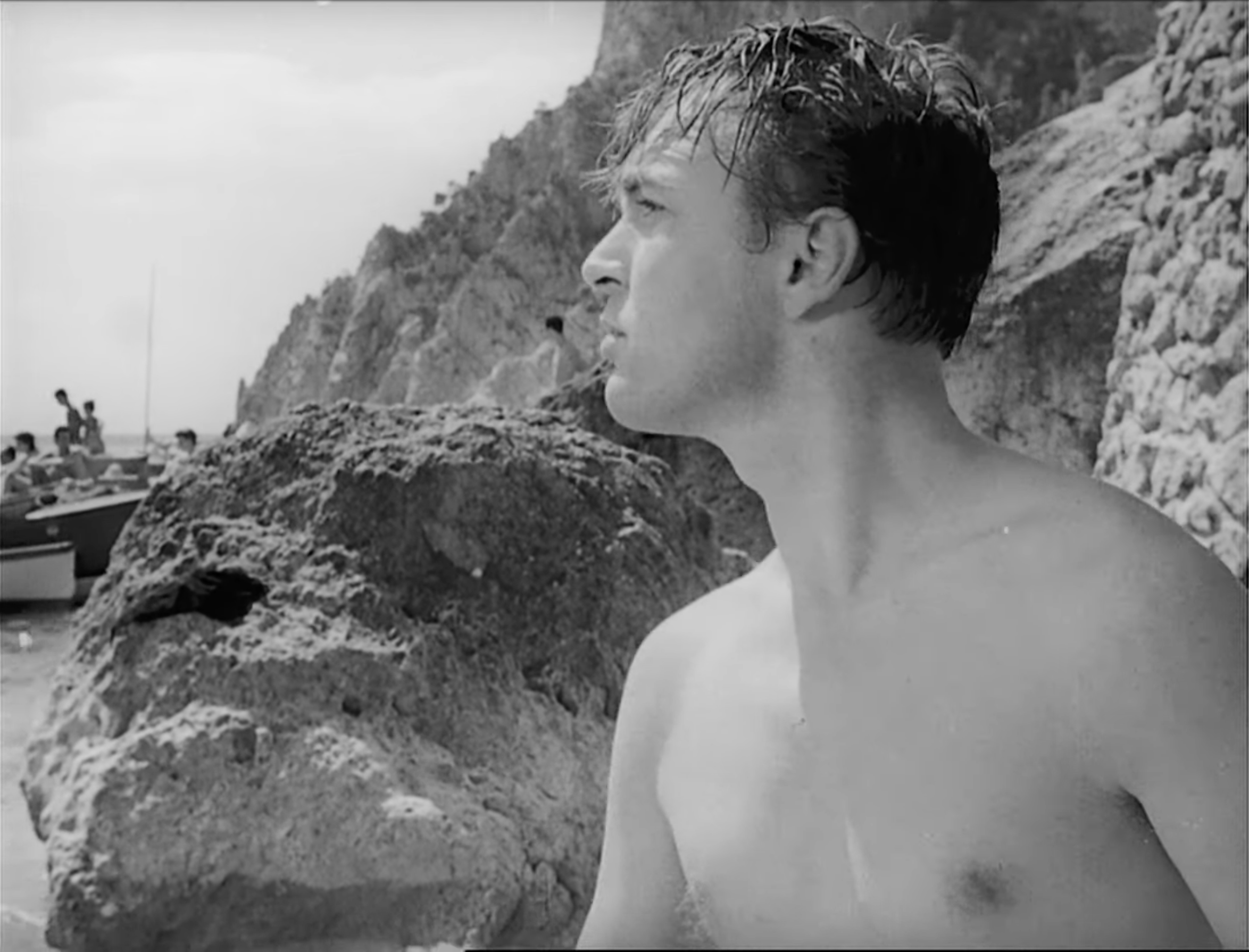
Franco Fabrizi

### Crédits de traduction
- (it) Cet article est partiellement ou en totalité issu de l’article de Wikipédia en italien intitulé « Ragazze da marito » (voir la liste des auteurs).